# カール・ゲロ (ウラッハ公)
カール・ゲロ・フュルスト・フォン・ウラッハ・グラーフ・フォン・ヴュルテンベルク（ドイツ語: Karl Gero Fürst von Urach Graf von Württemberg, 1899年8月19日 - 1981年8月15日）は、第3代ウラッハ公。

## 生涯

ヴィルヘルム2世とその家族（一番左がカール・ゲロ）

ヴュルテンベルク王国の領地の1つリヒテンシュタイン（ロイトリンゲン）にあるリヒテンシュタイン城において、ウラッハ公ヴィルヘルム2世と最初の妃アマーリエの次男に生まれた。父方の祖母はモナコ公女フロレスティーネであったことから、モナコ公位継承権を持っていた。
1918年6月4日、父ヴィルヘルム2世は、新たに独立したリトアニア王国の王としてリトアニア評議会から招聘を受けた。同年7月にヴィルヘルム2世はこれを受諾し、ミンダウガス2世の御名を戴いた。ミンダウガス2世の統治は、第一次世界大戦でのドイツ帝国の敗北の後、終焉を迎えた。
1928年3月24日の父の死去に続き、同年末に兄のヴィルヘルムが貴賤結婚のためにウラッハ公位の継承権を放棄した。そのためカール・ゲロがウラッハ公位を継承し、併せてリトアニア王位継承権者となった。
1940年6月20日、ヴァルトブルク伯爵夫人ガブリエーレ（Gabriele Gräfin von Waldburg zu Zeil und Trauchburg, 1910年 - 2005年）とヴァルトブルク家のツィール城で結婚した。子供がいなかったため、死後、ウラッハ公位は甥のカール・アンゼルムが継承した。

## 参照
- thepeerage.com （英語）
- House of Urach （英語）
- Website of the Urach family （ドイツ語）
- Worldroots

| カール・ゲロ (ウラッハ公) ウラッハ家 1899年8月19日 - 1981年8月15日 |                                                         |                         |
| 請求称号                                                           |                                                         |                         |
| 先代 ヴィルヘルム2世                                               | — 名目上 — リトアニア国王 1928年3月24日 – 1981年8月15日 | 次代 カール・アンゼルム |
| 爵位・家督                                                         |                                                         |                         |
| 先代 ヴィルヘルム2世                                               | ウラッハ公家家長 1928年3月24日 – 1981年8月15日          | 次代 カール・アンゼルム |